# (24678) 1989 TR11
1989 تي أر 11 (ويعرف أيضًا باسم (24678) 1989 تي أر 11 وفق تسمية الكوكب الصغير) (بالإنجليزية: 1989 TR11)‏ هو كويكب ضمن حزام الكويكبات؛ وترتيبه 24678 من حيث الاكتشاف.
اكتُشف هذا الجُرم الفلكي بواسطة شيلت جون بوبي في 2 أكتوبر 1989.

## وصلات خارجية
- (24678) 1989 TR11 في قاعدة بيانات مختبر الدفع النفاث لأجرام النظام الشمسي الصغيرة

- الاكتشاف · مخطط المدار ·  العناصر المدارية · المعلمات المادية

- (24678) 1989 TR11 على موقع ويكي سكاي: DSS2, SDSS, GALEX, IRAS, Hydrogen α, X-Ray, Astrophoto, Sky Map, Articles and images